# Eustomias inconstans
Eustomias inconstans är en fiskart som beskrevs av Gibbs, Clarke och Martin F. Gomon 1983. Eustomias inconstans ingår i släktet Eustomias, och familjen Stomiidae. Inga underarter finns listade i Catalogue of Life.